# Aloe pruinosa
Aloe pruinosa ist eine Pflanzenart der Gattung der Aloen in der Unterfamilie der Affodillgewächse (Asphodeloideae). Das Artepitheton pruinosa stammt aus dem Lateinischen, bedeutet ‚bereift‘ und verweist auf die bereiften Blütenstiele und Blüten.

## Beschreibung

### Vegetative Merkmale
Aloe pruinosa wächst stammbildend und einfach. Die niederliegenden Stämme wurzeln und erreichen eine Länge von bis zu 50 Zentimeter. Die 12 bis 24 lanzettlich verschmälerten Laubblätter bilden eine dichte Rosette. Die grüne Blattspreite ist bis zu 70 Zentimeter lang und 8 bis 10 Zentimeter breit. Sie ist mit zahlreichen weißen Flecken bedeckt die zerstreut oder in Querbändern angeordnet sind. Auf der Blattunterseite sind die Flecken zahlreicher. Die stechenden, hellrosabraunen Zähne am Blattrand sind bis zu 4 Millimeter lang und stehen 15 bis 20 Millimeter voneinander entfernt. Der Blattsaft trocknet tiefviolett.

### Blütenstände und Blüten
Der Blütenstand weist etwa elf Zweige auf und erreicht eine Länge von bis zu 200 Zentimeter. Die unteren Zweige sind nochmals verzweigt. Die lockeren, zylindrisch spitz zulaufenden Trauben sind 10 bis 30 Zentimeter lang und 7 Zentimeter breit. Die linealisch lanzettlichen, spitz zulaufenden Brakteen weisen eine Länge von 10 bis etwa 20 Millimeter auf. Die trüb dunkel bräunlichroten bis rosarötlich weißen Blüten sind dicht gräulich puderig bereift und stehen an 10 bis 20 Millimeter langen Blütenstielen. Sie sind 30 bis 40 Millimeter lang und an ihrer Basis gestutzt. Auf Höhe des Fruchtknotens weisen die Blüten einen Durchmesser von 8 Millimeter auf. Darüber sind sie abrupt auf 5 Millimeter verengt und schließlich zur Mündung wieder auf 8 Millimeter erweitert. Ihre äußeren Perigonblätter sind auf einer Länge von 7 Millimetern nicht miteinander verwachsen. Die Staubblätter und der Griffel ragen kaum aus der Blüte heraus.

### Genetik
Die Chromosomenzahl beträgt {\displaystyle 2n=14}.

## Systematik und Verbreitung
Aloe pruinosa ist in der südafrikanischen Provinz KwaZulu-Natal im Dornbusch im Schatten in Höhen von 600 bis 800 Metern verbreitet.
Die Erstbeschreibung durch Gilbert Westacott Reynolds wurde 1936 veröffentlicht.

## Nachweise